# Stanisław Miller (generał)
Stanisław Miller (ur. 6 listopada 1881 w Chrzanowie, zm. 10 lutego 1963 w Londynie) – generał brygady Wojska Polskiego i Polskich Sił Zbrojnych, uczestnik I i II wojny światowej oraz wojny z bolszewikami i Ukraińcami.

## Życiorys
Był synem Bernarda i Gabrieli z Lineckerów (Lienekerów). Ochrzczony został w 
kościele św. Mikołaja w Chrzanowie 4 grudnia 1881 roku. Jego ojciec, syn Franciszka i Anny z d. Dombach, był c.k. adiunktem sądu okręgowego w Chrzanowie. Matka, Gabriela Lieneker (tak nazwisko zapisano w chrzanowskiej księdze chrztów), była córką Gabriela i Franciszki z d. Gwozdeckiej. W latach 1892–1894 Stanisław Miller uczęszczał do szkoły realnej w Krakowie. W latach 1894–1899 kontynuował naukę w Wyższej Szkole Realnej w Hranicach. Była to prestiżowa uczelnia, ówcześnie nazywająca się Maehrisch-Weisskirchen. Jej absolwentem był między innymi Józef Haller. Tam też uzyskał maturę. W latach 1900–1903 był słuchaczem Akademii Wojskowo-Technicznej w Wiedniu. Po ukończeniu uczelni został awansowany do stopnia podporucznika. W latach 1903–1918 pełnił służbę w cesarsko-królewskiej armii. W czasie I wojny światowej walczył na froncie rosyjskim. Dowodził baterią i dywizjonem artylerii oraz pełnił służbę w sztabie 5 Brygady Artylerii (austriackiej).
Do Wojska Polskiego przyjęty 1 listopada 1918. Zorganizował i dowodził batalionem akademickim w Krakowie. Następnie został szefem sztabu Inspektoratu Artylerii na Galicję Wschodnią. Od 25 stycznia do 15 marca 1919 dowodził dywizjonem 1 pułku artylerii ciężkiej Ziemi Krakowskiej walczącym w składzie Frontu Śląskiego. Następnie na froncie ukraińskim dowodził kolejno:
- 3 pułkiem artylerii ciężkiej powstałym 31 maja 1919 z przemianowania krakowskiego 1 pac,
- artylerią Grupy „Bug”,
- artylerią Grupy pułkownika Kulińskiego,
- artylerią Grupy „Nowe Miasto”,
- grupą artylerii 3 Dywizji Piechoty Legionów.

W marcu 1920 został dowódcą 3 pułku artylerii polowej Legionów, a 9 września tego roku awansował na stanowisko dowódcy III Brygady Artylerii. W czasie wojny walczył pod komendą Leona Berbeckiego, dowódcy Grupy „Bug” i 3 DP Leg. oraz współdziałał z Mieczysławem Scaewola-Wieczorkiewiczem (dowódcą 9 pułku piechoty Legionów i VI Brygady Legionów) i Władysławem Bończa-Uzdowskim (dowódcą 8 pułku piechoty Legionów i V Brygady Legionów). Jego podwładnym był między innymi Adam Epler. Wojnę zakończył, jako podpułkownik i kawaler Orderu Virtuti Militari.
Od 10 października 1921 organizator i pierwszy dowódca 27 pułku artylerii polowej we Włodzimierzu Wołyńskim. 15 maja 1924 został mianowany zastępcą szefa Departamentu III Artylerii i Uzbrojenia Ministerstwa Spraw Wojskowych. Od 3 stycznia do 24 czerwca 1927 był słuchaczem III kursu Centrum Wyższych Studiów Wojskowych, a po jego ukończeniu wyznaczony na stanowisko szefa 4 Okręgowego Szefostwa Artylerii w Łodzi. W marcu 1929 został dowódcą 4 Grupy Artylerii w Łodzi. Na tym stanowisku rok później uzyskał awans na generała. 1 października 1935 został komendantem Centrum Wyszkolenia Artylerii w Toruniu. Z dniem 1 lipca 1937 wyznaczony na stanowisko generała do prac artyleryjskich przy GISZ. Był fachowym doradcą generalnego inspektora sił zbrojnych w sprawach artylerii. Roman Łoś w swojej pracy tak scharakteryzował generała miał duże doświadczenie z poprzednich stanowisk w artylerii oraz zdolność krytycznego spojrzenia na właściwy stan broni, w której pracował. W swojej działalności na tym stanowisku wykazywał niepokój widząc duże niedostatki w naszej artylerii w porównaniu z innymi państwami. Dlatego pod adresem władz naczelnych wysuwał słuszne postulaty w trosce, aby polska artyleria mogła sprostać zadaniom, jakie ją czekają w przyszłej wojnie. Był to wartościowy dowódca na czołowym stanowisku w polskiej artylerii.
Był encyklopedystą. Został wymieniony w gronie edytorów ośmiotomowej Encyklopedii wojskowej wydanej w latach 1931–1939 gdzie zredagował hasła związane ze służbą sztabową. Wchodził w skład komitetu redakcyjnego tej encyklopedii .
W kampanii wrześniowej pełnił funkcję naczelnego dowódcy artylerii w Kwaterze Naczelnego Wodza. Wraz z nią internowany w Rumunii w obozie w Băile Herculane. Przez Turcję przedostaje się do Palestyny. Od marca 1941 roku do sierpnia 1947 roku przebywał w Ośrodku Zapasowym Samodzielnej Brygady Strzelców Karpackich, a następnie w tzw. 2 grupie na Bliskim Wschodzie.
Po wojnie na emigracji w Londynie. 17 września 1958, 10 kwietnia 1961 był powoływany do składu emigracyjnej Kapituły Orderu Odrodzenia Polski.
Zmarł w Londynie, a jego prochy przeniesiono 28 lutego 1963 na cmentarz Rakowicki w Krakowie.

## Awanse
- leutnant – 1903
- oberleutnant – 1909
- hauptmann – 1914
- major – lipiec 1919
- podpułkownik – 1920
- pułkownik – zweryfikowany ze starszeństwem z dniem 1 czerwca 1919 i 24. lokatą w korpusie oficerów artylerii
- generał brygady – 24 grudnia 1929 roku ze starszeństwem z dniem 1 stycznia 1930 roku i 6. lokatą w korpusie generałów

## Ordery i odznaczenia
- Krzyż Srebrny Orderu Wojskowego Virtuti Militari (17 maja 1921)[9]
- Krzyż Komandorski z Gwiazdą Orderu Odrodzenia Polski (pośmiertnie, 28 lutego 1963)[10]
- Krzyż Komandorski Orderu Odrodzenia Polski (11 listopada 1935)[11]
- Krzyż Walecznych (czterokrotnie)[12]
- Złoty Krzyż Zasługi (24 maja 1929)[13]
- Medal Pamiątkowy za Wojnę 1918–1921[12]
- Medal Dziesięciolecia Odzyskanej Niepodległości[12]
- Srebrny Medal za Długoletnią Służbę[12]
- Krzyż za Obronę Śląska Cieszyńskiego I kl.[14]
- Order Pogromcy Niedźwiedzia III kl. (Łotwa)[12]
- Krzyż Oficerski Orderu Orła Białego (Jugosławia)[12]
- Krzyż Kawalerski Legii Honorowej (Francja, zezwolenie Naczelnika Państwa w 1922)[15]
- Srebrny Medal Waleczności „Obilica” (Jugosławia)
- Medal 10 Rocznicy Wojny Niepodległościowej (Łotwa)[12]